# Kanton Château-Renault
Château-Renault is een kanton van het Franse departement Indre-et-Loire. Het kanton maakt deel uit van het arrondissement Tours.

## Gemeenten
Het kanton Château-Renault omvatte tot 2014 de volgende gemeenten:
- Autrèche
- Auzouer-en-Touraine
- Le Boulay
- Château-Renault (hoofdplaats)
- Crotelles
- Dame-Marie-les-Bois
- La Ferrière
- Les Hermites
- Monthodon
- Morand
- Neuville-sur-Brenne
- Nouzilly
- Saint-Laurent-en-Gâtines
- Saint-Nicolas-des-Motets
- Saunay
- Villedômer

Bij de herindeling van de kantons door het decreet van 18 februari 2014, met uitwerking op 22 maart 2015, werden daar volgende 20 gemeenten aan toegevoegd:
- Beaumont-la-Ronce
- Bueil-en-Touraine
- Cerelles
- Charentilly
- Chemillé-sur-Dême
- Épeigné-sur-Dême
- Louestault
- Marray
- Neuillé-Pont-Pierre
- Neuvy-le-Roi
- Pernay
- Rouziers-de-Touraine
- Saint-Antoine-du-Rocher
- Saint-Aubin-le-Dépeint
- Saint-Christophe-sur-le-Nais
- Saint-Paterne-Racan
- Saint-Roch
- Semblançay
- Sonzay
- Villebourg

Op 1 januari 2017 werden de gemeenten Beaumont-la-Ronce en Louestault samengevoegd tot de fusiegemeente (commune nouvelle)
- Beaumont-Louestault.